# À perdre la raison
À perdre la raison is een Belgisch-Franse film van Joachim Lafosse die werd uitgebracht in 2012.
Het scenario is vrij gebaseerd op de kindermoordzaak Geneviève Lhermitte. Deze 42-jarige Waalse vrouw vermoordde haar vijf kinderen met een mes in 2007. Daarna probeerde ze tevergeefs zelfmoord te plegen. Ze werd schuldig bevonden en werd veroordeeld tot een levenslange gevangenisstraf.

## Verhaal
Mounir is een man van Marokkaanse afkomst die al op jonge leeftijd naar België werd overgebracht door André Pinget omdat zijn moeder niet over de middelen beschikte om haar drie kinderen fatsoenlijk op te voeden. Pinget is een bemiddelde dokter die toen ook een schijnhuwelijk is aangegaan met Mounirs zus Fatima. Mounir woont al jaren in bij Pinget en leidt dankzij de gulle Pinget een financieel onbekommerd leven. Samir, Mounirs jongere broer, kijkt er al jaren naar uit om ook in België te komen wonen.
Mounir heeft een vriendin, de Belgische Murielle. Ze zijn dol op elkaar, ondanks hun verschillende achtergrond, en beslissen dan ook om te trouwen. Omdat ze voelt dat Mounir dat graag heeft maar niet durft voorstellen vraagt Murielle aan Pinget om met zijn drieën samen te wonen. Omdat Mounir maar geen werk vindt zet Pinget hem aan het werk als zijn medisch secretaris. Murielle en Mounir krijgen op korte tijd vier kinderen en worden steeds meer afhankelijk van Pinget. Het huis wordt stilletjes aan te klein en Murielle begint zich onbehaaglijk te voelen.
Pinget koopt voor het koppel een ruim huis waar hij ook zelf intrekt. Murielle doet een beroep op een psychologe. Als zij het echt lastig krijgt schrijft Pinget haar ziekteverlof en medicatie voor. En wanneer Mounir zijn vaderrol niet naar behoren invult neemt Pinget probleemloos die rol over.
Murielle voelt zich meer en meer onbegrepen door Mounir en Pinget, opgesloten en verstikt door de belangrijke plaats die die laatste in haar gezin inneemt. 

## Rolverdeling
| Acteur            | Personage                         |
| ----------------- | --------------------------------- |
| Émilie Dequenne   | Murielle                          |
| Tahar Rahim       | Mounir, de man van Murielle       |
| Niels Arestrup    | dokter André Pinget               |
| Stéphane Bissot   | Françoise, de zuster van Murielle |
| Baya Belal        | Rachida, de moeder van Mounir     |
| Mounia Raoui      | Fatima, de zuster van Mounir      |
| Redouane Behache  | Samir, de broer van Mounir        |
| Nathalie Boutefeu | dokter Declerck, de psychologe    |
| Yannick Renier    | de radioloog                      |